# Stubbs the Zombie in Rebel Without a Pulse
A Stubbs the Zombie in Rebel Without a Pulse külső nézetes akciójáték, amelyet a Wideload Games fejlesztett és az Aspyr Media adott ki. Kezdetben 2005 októberében jelent meg Észak-Amerikában Xbox konzolra, 2006 februárjában pedig Európában is kiadták a játékot. 2007. május 17-én a Steam rendszerében is elérhetővé vált, ám később eltávolításra került. 2008. május 19-én az Xbox Live Marketplace Xbox Originals szekciójába is bekerült a játék.